# Michel Bommelaer
Michel Bommelaer est un médecin et résistant français, né le 21 octobre 1918 dans le 6e arrondissement de Paris où il est mort le 27 février 1985.

## Biographie

### Famille et études
Michel Bommelaer est le fils d’Arthur Bommelaer (polytechnicien-ingénieur du génie maritime qui commence sa carrière comme officier dans la marine nationale puis, après la guerre de 1914-1918, intègre la Société alsacienne de constructions mécaniques (SACM) dont il devient secrétaire général puis président directeur général). Michel Bommelaer est issu d'une célèbre famille de marins dunkerquois. Un de ses ancêtres est Mathieu Bommelaer, corsaire sous Louis XIII. Michel Bommelaer suit des études secondaires au collège Stanislas à Paris. Après le baccalauréat, il commence des études de Médecine à Paris. Appelé sous les drapeaux le 16 septembre 1939, il est orienté vers les EOR de Tours, puis nommé médecin auxiliaire le 16 mars 1940. Il est démobilisé le 23 mars 1941 et reprend ses études de médecine à Paris.

### La résistance et la déportation

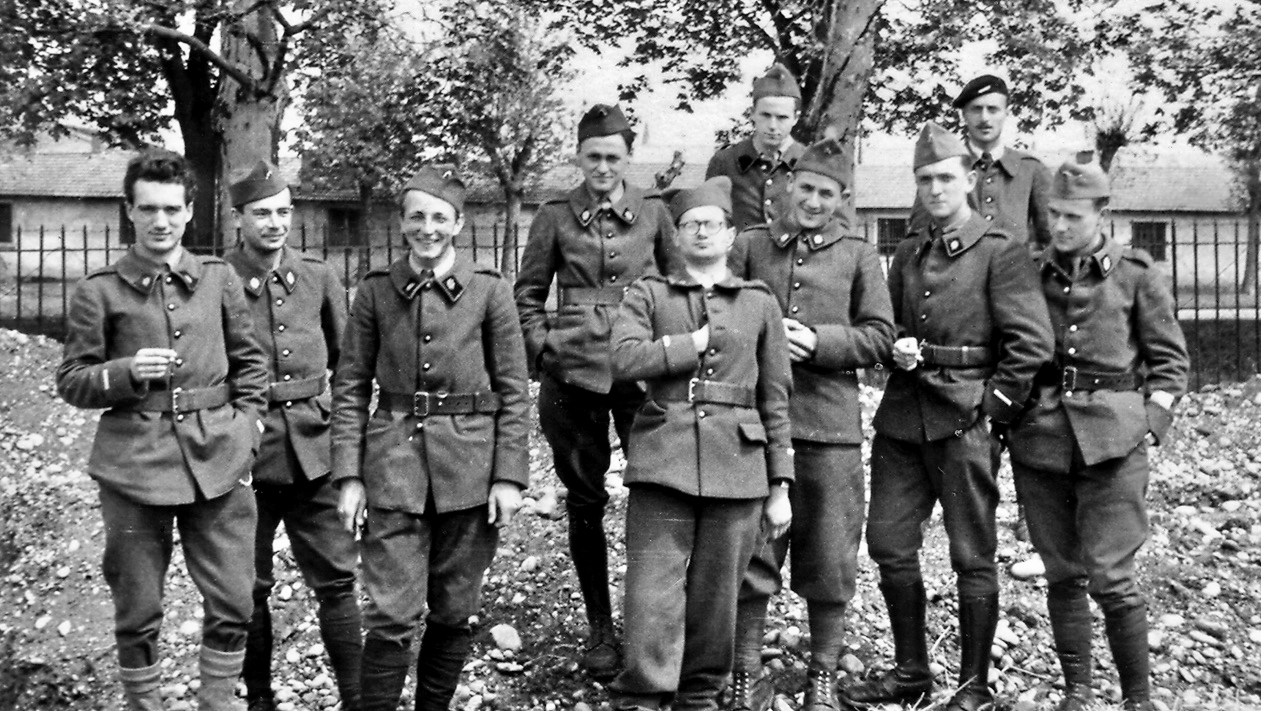
Le docteur Bommelaer, 4e en partant de la gauche en mars 1940.

En 1942, Michel Bommelaer est approché par un camarade de la faculté de Médecine, Georges Brulé, qui lui propose d’intégrer la Résistance. Il accepte et rejoint le mouvement Turma Vengeance, créé par deux médecins, Nicolas Vic Dupont et François Wetterwald. Il signe son engagement dans la Résistance le 1er janvier 1943. Il effectue alors des missions de renseignement, de transport d’armes et d’organisation d’évasions d’aviateurs alliés. En décembre 1943, il est nommé chef des corps francs de la région parisienne (7 000 hommes). Le 16 février 1944, Michel Bommelaer est arrêté par la Gestapo à Paris près de la Place de l’Étoile.

Il est emprisonné à la prison de Fresnes, transféré le 7 avril 1944 au camp de Royallieu (Compiègne) puis déporté à Auschwitz dans le convoi du 27 avril 1944, dit «convoi des tatoués», car dès la descente du train, les 1655 hommes du convoi sont tatoués. Michel Bommelaer est tatoué du numéro 185107. Après avoir passé deux semaines dans ce camp d'extermination, les 1563 rescapés du convoi sont envoyés le 12 mai en Allemagne au camp de Buchenwald. Dans ce camp, Michel Bommelaer (matricule 185107) retrouve son patron de réseau, le docteur Vic Dupont, qui le fait muter à l'infirmerie comme médecin. Le 11 juin, Michel est envoyé au camp de concentration de Flossenbürg, en compagnie d’un autre médecin déporté, Alain Legeais où il retrouve une partie de ses camarades du convoi du 27 avril. Il est affecté comme médecin à l'infirmerie, dénommée le "Revier" où il fait la connaissance de Jacques Michelin et prodigue des soins dans la limite des moyens disponibles. Il attrape le typhus et échappe de peu à la mort grâce au dévouement de ses camarades médecins français. Lorsque l’évacuation du camp est décidée par les autorités nazies, Michel Bommelaer et les médecins du camp restent à Flossenbürg avec les malades et les mourants. Ils échappent ainsi aux marches de la mort. Le camp de concentration de Flossenbürg est libéré par la 3e armée américaine de George Patton le 23 avril 1945 et le 9 mai, Michel Bommelaer est rapatrié à Paris.

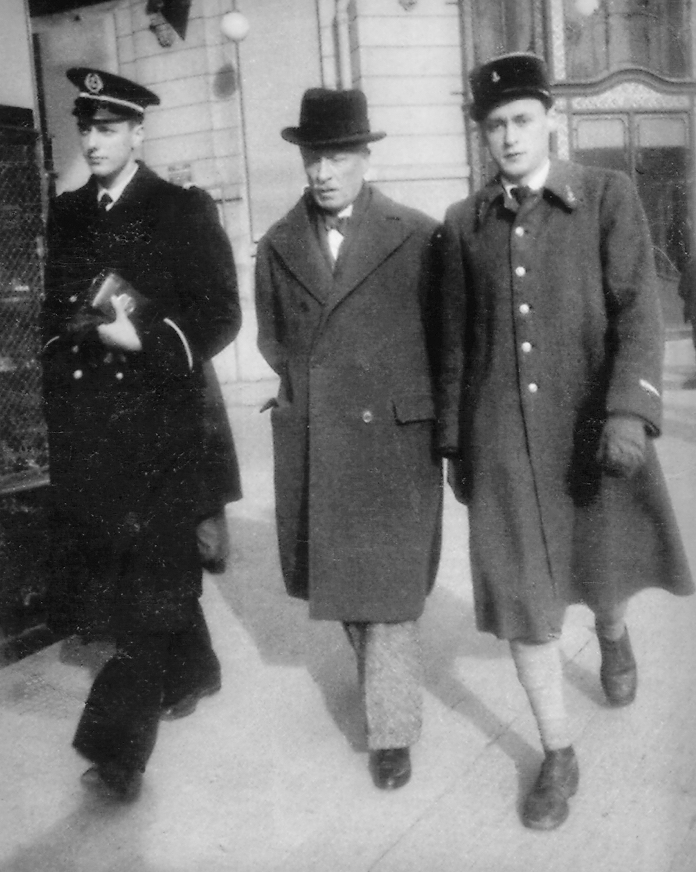
Michel Bommelaer avec son frère, André, et son père Arthur - il est à droite en tenue de l'Armée de terre.

### Après la guerre

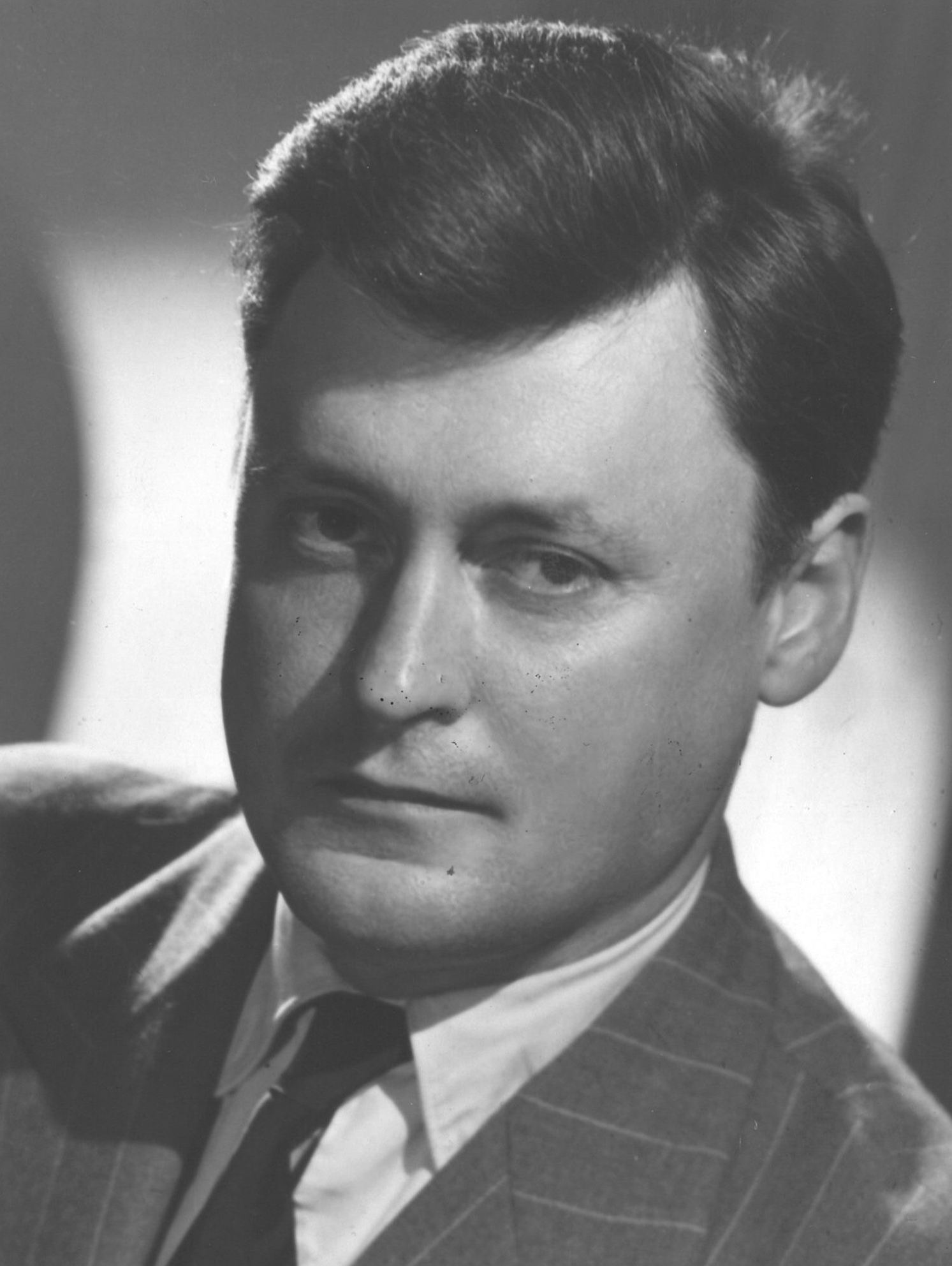
Le docteur Michel Bommelaer en 1952, à l'époque où il exerce au sein du SDECE.

Le docteur Bommelaer (à gauche) aux côtés du doyen Marc Zamansky à la fin des années 1960.

À son retour en France, en mai 1945, Michel Bommelaer reprend ses études. Le 15 novembre 1947, dans la cour des invalides, il est décoré de l'insigne de chevalier de la Légion d'honneur. Il présente sa thèse de médecine en 1948 et en 1949, il invente la canule qui porte son nom.
En 1951, il est nommé médecin au  sein du SDECE, aujourd’hui DGSE. Lors de l’affaire Ben Barka, il témoigne en faveur de son ami Leroy Finville qui sera acquitté. En 1967 Michel Bommelaer quitte le SDECE et devient médecin chef de la faculté des sciences de Paris qui se trouve sous l'autorité du doyen et mathématicien Marc Zamansky.
Michel Bommelaer s'est marié à Gisèle Le Francois en avril 1946. Ils ont eu quatre garçons : Éric (décédé en 1947), Rémy, Frank et Hervé.
Michel Bommelaer est décédé à son domicile du 171 bd Saint-Germain, Paris 6e, le 27 février 1985 à 66 ans. Une plaque commémorative a été posée en sa mémoire sur la façade de cet immeuble où il est né, a vécu et est décédé.

## Décorations

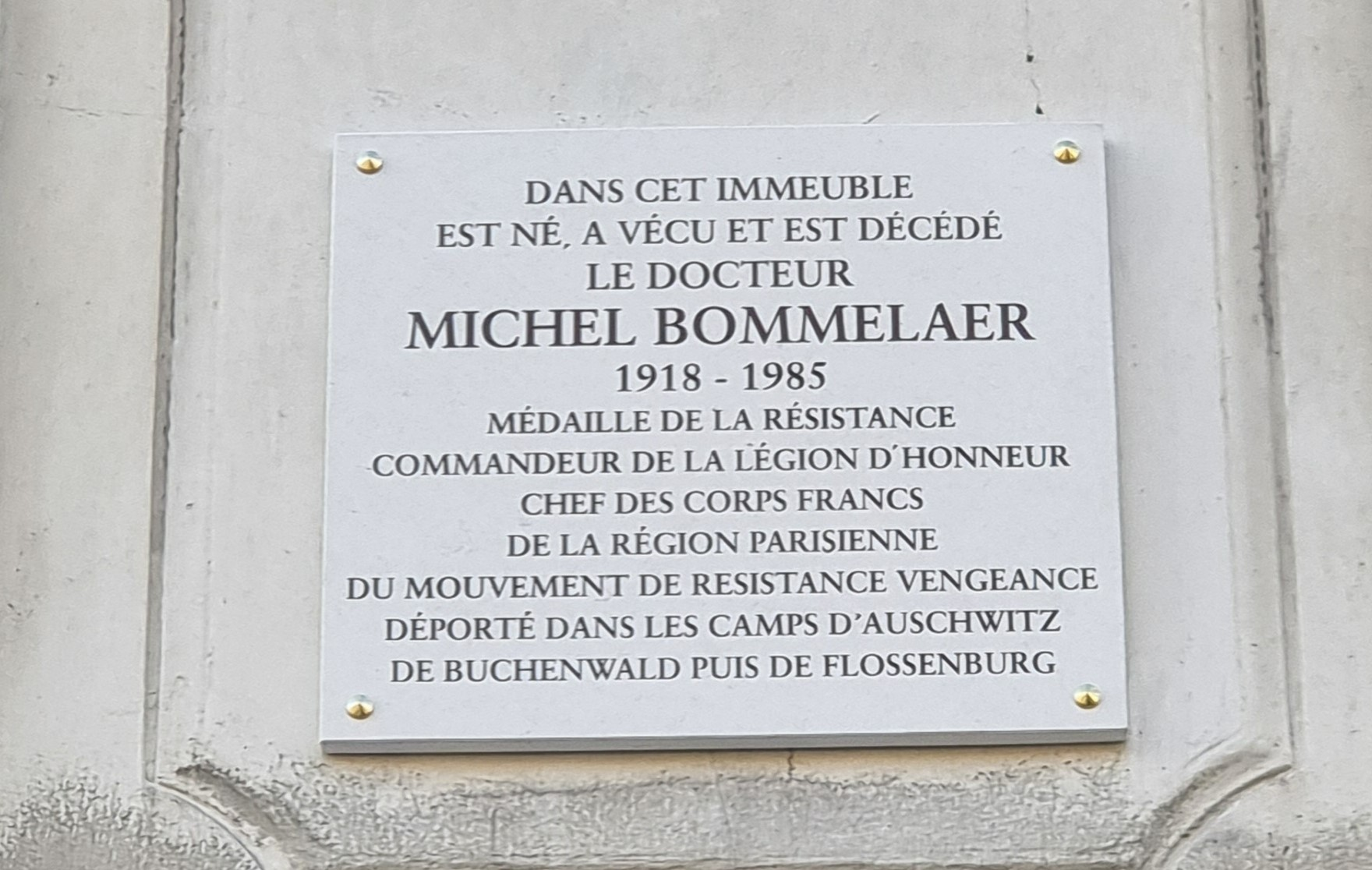
Plaque commémorative du Docteur Michel Bommelaer, sis au 171 bd St Germain à Paris

- Médaille de la Résistance française  avec rosette
- Commandeur de la Légion d'honneur[22]
- Médaille des épidémies